# Novo Estádio de Diarbaquir
O Novo Estádio de Diarbaquir (em turco, Yeni Diyarbakır Stadyumu) é um estádio de futebol localizado na cidade de Diarbaquir, na Turquia, inaugurado em 10 de maio de 2018, com capacidade máxima para 33 000 espectadores.
Substituiu o antigo Diyarbakır Atatürk Stadyumu, demolido em 2016, que tinha capacidade máxima para 12 963 espectadores. Atualmente, é a casa onde o Diyarbakırspor, tradicional clube da cidade, manda seus jogos oficiais por competições nacionais.

## História
Embora o programa nacional de construção e modernização de praças esportivas levado a cabo pelos Ministérios da Habitação e dos Esportes da Turquia tenha entregue mais de duas dezenas de estádios ao longo de uma década, poucos deles estavam localizados na região leste do país, considerada subdesenvolvida. Entretanto, Diarbaquir configurava-se como uma das poucas exceções. Os habitantes da província homônima são tão apaixonados pelo futebol que este se encontra profundamente enraizado na cultura local, uma vez que o Diyarbakırspor, fundado ao final dos anos 1960 rapidamente ingressou nas principais competições nacionais, expandindo sua massa de adeptos e tornando-se um dos clubes mais populares do país sediado fora de Istambul.
Em 2012, a cidade fi contemplada pelo governo da Turquia para abrigar um novo estádio de futebol. Em 2013, uma equipe de arquitetos liderada por Arma Mimarlık apresentou o projeto arquitetônico do novo estádio e a construtora Yıldızlar Grup deu início às obras no primeiro trimestre de 2014. Infelizmente, ao mesmo tempo em que as obras avançavam, o futuro anfitrião, Diyarbakırspor, passou pela maior crise de sua história, sendo rebaixado de todas as ligas profissionais de futebol e tendo que recomeçar do zero nas Ligas Regionais Amadoras.
Com isso, o medo de o clube não conseguir encher o estádio acompanhava as preocupações com o crescente atraso nas obras. Inicialmente esperado para ficar pronto em 2016, o estádio somente teve suas obras totalmente concluídas na primeira metade de 2018, tendo sido gastos ao total 160 000 000 ₺ ao invés dos 126 000 000 ₺ do orçamento original. O estádio foi oficialmente inaugurado em 10 de maio de 2018 com a partida disputada entre o Diyarbakırspor e o Bucaspor, que terminou com a vitória do clube mandante por 4–0, em confronto válido pela Quarta Divisão Turca.

## Infraestrutura
A localização do estádio pode ter parecido absurda à primeira vista,localizada cerca de 3 km a oeste de qualquer assentamento existente. No entanto, esta é a zona de desenvolvimento potencial de Diarbaquir. Quando o estádio foi entregue, novos conjuntos residenciais foram construídos em seu entorno, enquanto que novas e largas avenidas foram construídas próximas ao estádio e foram posteriormente conectadas ao anel viário local já existente. No total, o estádio e os estacionamentos adjacentes ocupam uma área total de 25 hectares.
O projeto original da construção incluiu vários recursos interessantes. Primeiro, o estádio foi construído com um arrojado design de estrela com oito braços que foi inicialmente visto como uma referência ao símbolo sagrado do Islamismo, embora, na realidade, os arquitetos tiveram como inspiração a atração mais famosa de Diarbaquir: as antigas muralhas da cidade. A antiga fortificação que ficava nos limites da cidade tinha um formato irregular, sendo vista de cima como uma fortaleza octogonal.
O design da parte interna do estádio, composto por dois setores de arquibancadas com assentos coloridos em verde e vermelho remetem à principal cultura agrícola de exportação local: o cultivo de melancias. Tais cores são também as encontradas no emblema e nos uniformes do Diyarbakırspor, o que historicamente se deve à fusão de duas antigas equipes locais que levaram à fundação do atual clube em 1968: o Yıldızspor (vermelho) e o Diclespor (verde).
O projeto original planejava que o estádio seria amplamente envidraçado, parecendo uma joia de formato angular. No entanto, devido à limitações orçamentárias, quase todo o envidraçamento foi descartado durante a execução das obras. A disposição das arquibancadas foge dos modelos convencionais observados na maioria dos estádios de futebol, com saguão interno e disposição irregular do vomitório.